# Dany Mota
Dany Mota Carvalho (Niederkorn, 2 maggio 1998) è un calciatore portoghese con cittadinanza lussemburghese, attaccante del Monza.

## Biografia
Nato in Lussemburgo da genitori portoghesi originari di Porto che si erano trasferiti lì per lavoro. Ha due fratelli più grandi, Rui e Renato, con i quali ha giocato nel Pétange.

## Caratteristiche tecniche
È un centravanti, che può agire anche come seconda punta, forte fisicamente e molto dotato tecnicamente, si dimostra abile nel gioco aereo, possiede inoltre un buon senso del goal.

## Carriera

### Club
Giovanili al Pétange e passaggio alla Virtus Entella
Cresciuto calcisticamente nel Pétange, fa il suo esordio a soli 16 anni e mezzo nella massima serie lussemburghese, in occasione della sfida interna persa per 2-1 contro l'Hamm Benfica, nel settembre del 2015 riceve la chiamata italiana della Virtus Entella, che lo preleva in prestito; facendolo giocare nella Primavera, riscattato al termine della stagione, nel marzo del 2016 disputa con i liguri il Torneo di Viareggio dove durante il torneo sigla due reti, venendo poi eliminati in seguito ai quarti di finale dal Palermo. Tuttavia fa il suo esordio fra i professionisti il 14 maggio 2016 in occasione dell'incontro di Serie B vinto per 4-0 in casa contro l'Avellino.
Sassuolo primavera e ritorno alla Virtus
Passa poi nel gennaio 2018, nella Primavera del Sassuolo, dove nel marzo 2018 disputa con i neroverdi il Torneo di Viareggio, mettendosi in evidenza e siglando ben 5 reti in 4 partite, venendo poi eliminato ai quarti di finale dalla Fiorentina, finalista della manifestazione. In soli sei mesi disputa globalmente 18 partite segnando 13 reti con la maglia del Sassuolo. Tornato in estate all'Entella, nella stagione 2018/2019, gioca con più continuità, rendendosi protagonista in Serie C e contribuendo notevolmente con 35 presenze e 12 goal segnati alla promozione in cadetteria dei Diavoli Neri.
Juventus under 23
Il 5 agosto 2019 viene acquistato dalla Juventus che lo aggrega alla propria squadra Under-23, in Serie C; con i bianconeri segna 7 reti in 20 presenze in campionato, nella prima metà di stagione. 
Monza
Il 20 gennaio 2020, viene ceduto in prestito Monza, sempre in Serie C. Due giorni dopo il suo arrivo, fa il suo esordio nella partita vinta per 2-0 in casa contro la Pro Patria andando subito a segno con la nuova maglia. Al termine della stagione ottiene la promozione in Serie B con il club biancorosso, facendo così scattare la clausola, che lo fa diventare definitivamente un calciatore del club brianzolo. Il 7 novembre successivo, sigla la sua prima rete in cadetteria con la maglia del Monza, in occasione della partita vinta per 2-0 in casa contro il Frosinone. In questa stagione segna 7 gol in 36 apparizioni complessive. Nel corso della stagione 2021/2022 è tra i protagonisti della storica promozione del Monza in Serie a, con 12 goal e 5 assist in 32 partite tra Serie b e play-off promozione.
Il 13 agosto 2022, nella partita d'esordio in Serie A con i brianzoli, segna il gol del definitivo 1-2 nella sconfitta casalinga contro il Torino, primo gol suo oltre che del Monza in massima serie. Il 13 novembre successivo segna un goal in contropiede nella vittoria contro la Salernitana per 3-0. Il 29 gennaio 2023 realizza il goal del raddoppio nella trasferta vinta contro la Juventus sul 0-2 finale. Il 23 aprile successivo torna decisivo con una rete nella vittoria casalinga contro la Fiorentina per 3-2. Il 14 maggio seguente mette a segno il goal del vantaggio contro il Napoli, sfida vinta per 2-0.
Il 10 dicembre 2023 segna il suo primo goal stagionale, decisivo per la vittoria contro il Genoa. Torna al goal nelle vittorie contro Frosinone, Milan e Genoa, contribuendo alla conferma in Serie a della squadra brianzola.
Il 15 settembre 2024 torna decisivo con un goal di testa nel pareggio contro l'Inter per 1-1. Riconferma di essere incisivo nelle partite contro i top team della Serie a, il 6 ottobre seguente segna un goal nel pareggio contro la Roma per 1-1. Il 21 ottobre segna una doppietta nella trasferta contro il Verona, vinta per 0-3. Il 5 aprile 2025 segna il goal del vantaggio nella sconfitta contro il Como per 1-3.

### Nazionale
Il 5 settembre del 2019 fa il suo esordio nella nazionale Under-21 portoghese nella partita valida per le qualificazioni all'Europeo Under-21 vinta per 4-0 in casa contro Gibilterra con cui realizza una doppietta e fornisce un assist. Nel marzo del 2021 viene convocato dal Portogallo per il campionato europeo di categoria. Il 31 maggio dello stesso anno, nella gara dei quarti di finale dell'Europeo, sigla una doppietta all'Italia, nella vittoria pirotecnica per 5-3 della squadra lusitana. Il 18 marzo 2024 viene convocato per la prima volta dalla nazionale maggiore.

## Statistiche

### Presenze e reti nei club
Statistiche aggiornate al 18 maggio 2025.
| Stagione              | Squadra               | Campionato            | Campionato | Campionato | Coppe nazionali | Coppe nazionali | Coppe nazionali | Coppe continentali | Coppe continentali | Coppe continentali | Altre coppe | Altre coppe | Altre coppe | Totale | Totale |
| Stagione              | Squadra               | Comp                  | Pres       | Reti       | Comp            | Pres            | Reti            | Comp               | Pres               | Reti               | Comp        | Pres        | Reti        | Pres   | Reti   |
| --------------------- | --------------------- | --------------------- | ---------- | ---------- | --------------- | --------------- | --------------- | ------------------ | ------------------ | ------------------ | ----------- | ----------- | ----------- | ------ | ------ |
| 2014-2015             | Pétange               | EP                    | 14         | 2          | CL              | -               | -               | -                  | -                  | -                  | -           | -           | -           | 14     | 2      |
| 2015-2016             | Virtus Entella        | B                     | 2          | 0          | CI              | -               | -               | -                  | -                  | -                  | -           | -           | -           | 2      | 0      |
| 2016-2017             | Virtus Entella        | B                     | 6          | 1          | CI              | 0               | 0               | -                  | -                  | -                  | -           | -           | -           | 6      | 1      |
| 2017-gen. 2018        | Virtus Entella        | B                     | 3          | 0          | CI              | 1               | 0               | -                  | -                  | -                  | -           | -           | -           | 4      | 0      |
| gen.-giu. 2018        | Sassuolo              | A                     | -          | -          | CI              | -               | -               | -                  | -                  | -                  | -           | -           | -           | 0      | 0      |
| 2018-2019             | Virtus Entella        | C                     | 35         | 12         | CI+CI-C         | 4               | 1               | -                  | -                  | -                  | SC-C        | 0           | 0           | 39     | 13     |
| Totale Virtus Entella | Totale Virtus Entella | Totale Virtus Entella | 46         | 13         |                 | 5               | 1               |                    | -                  | -                  |             | 0           | 0           | 51     | 14     |
| 2019-gen. 2020        | Juventus U23          | C                     | 20         | 7          | CI-C            | 4               | 1               | -                  | -                  | -                  | -           | -           | -           | 24     | 8      |
| gen.-giu. 2020        | Monza                 | C                     | 6          | 2          | CI+CI-C         | -               | -               | -                  | -                  | -                  | -           | -           | -           | 6      | 2      |
| 2020-2021             | Monza                 | B                     | 33+2       | 6+0        | CI              | 1               | 1               | -                  | -                  | -                  | -           | -           | -           | 36     | 7      |
| 2021-2022             | Monza                 | B                     | 28+4       | 11+1       | CI              | -               | -               | -                  | -                  | -                  | -           | -           | -           | 32     | 12     |
| 2022-2023             | Monza                 | A                     | 29         | 5          | CI              | 1               | 0               | -                  | -                  | -                  | -           | -           | -           | 30     | 5      |
| 2023-2024             | Monza                 | A                     | 34         | 4          | CI              | 1               | 0               | -                  | -                  | -                  | -           | -           | -           | 35     | 4      |
| 2024-2025             | Monza                 | A                     | 31         | 5          | CI              | 2               | 0               | -                  | -                  | -                  | -           | -           | -           | 33     | 5      |
| Totale Monza          | Totale Monza          | Totale Monza          | 161+6      | 33+1       |                 | 5               | 1               |                    | -                  | -                  |             | -           | -           | 172    | 35     |
| Totale carriera       | Totale carriera       | Totale carriera       | 241+6      | 55+1       |                 | 14              | 3               |                    | -                  | -                  |             | 0           | 0           | 261    | 59     |

### Cronologia presenze e reti in nazionale
| Cronologia completa delle presenze e delle reti in nazionale ― Portogallo under 21 | Cronologia completa delle presenze e delle reti in nazionale ― Portogallo under 21 | Cronologia completa delle presenze e delle reti in nazionale ― Portogallo under 21 | Cronologia completa delle presenze e delle reti in nazionale ― Portogallo under 21 | Cronologia completa delle presenze e delle reti in nazionale ― Portogallo under 21 | Cronologia completa delle presenze e delle reti in nazionale ― Portogallo under 21 | Cronologia completa delle presenze e delle reti in nazionale ― Portogallo under 21 | Cronologia completa delle presenze e delle reti in nazionale ― Portogallo under 21 |
| Data                                                                               | Città                                                                              | In casa                                                                            | Risultato                                                                          | Ospiti                                                                             | Competizione                                                                       | Reti                                                                               | Note                                                                               |
| ---------------------------------------------------------------------------------- | ---------------------------------------------------------------------------------- | ---------------------------------------------------------------------------------- | ---------------------------------------------------------------------------------- | ---------------------------------------------------------------------------------- | ---------------------------------------------------------------------------------- | ---------------------------------------------------------------------------------- | ---------------------------------------------------------------------------------- |
| 5-9-2019                                                                           | Alverca do Ribatejo                                                                | Portogallo under 21                                                                | 4 – 0                                                                              | Gibilterra under 21                                                                | Qual. Europeo Under-21 2021                                                        | 2                                                                                  |                                                                                    |
| 10-9-2019                                                                          | Žodzina                                                                            | Bielorussia under 21                                                               | 0 – 2                                                                              | Portogallo under 21                                                                | Qual. Europeo Under-21 2021                                                        | 1                                                                                  | 80’                                                                                |
| 11-10-2019                                                                         | Doetinchem                                                                         | Paesi Bassi under 21                                                               | 4 – 2                                                                              | Portogallo under 21                                                                | Qual. Europeo Under-21 2021                                                        | -                                                                                  | 68’                                                                                |
| 14-11-2019                                                                         | Lisbona                                                                            | Portogallo under 21                                                                | 0 – 0                                                                              | Slovenia under 21                                                                  | Amichevole                                                                         | -                                                                                  | 45’                                                                                |
| 19-11-2019                                                                         | Drammen                                                                            | Norvegia under 21                                                                  | 2 – 3                                                                              | Portogallo under 21                                                                | Qual. Europeo Under-21 2021                                                        | -                                                                                  | 84’                                                                                |
| 4-9-2020                                                                           | Larnaca                                                                            | Cipro under 21                                                                     | 0 – 4                                                                              | Portogallo under 21                                                                | Qual. Europeo Under-21 2021                                                        | -                                                                                  |                                                                                    |
| 9-10-2020                                                                          | Estoril                                                                            | Portogallo under 21                                                                | 4 – 1                                                                              | Norvegia under 21                                                                  | Qual. Europeo Under-21 2021                                                        | 1                                                                                  | 62’                                                                                |
| 13-10-2020                                                                         | Gibilterra                                                                         | Gibilterra under 21                                                                | 0 – 3                                                                              | Portogallo under 21                                                                | Qual. Europeo Under-21 2021                                                        | -                                                                                  |                                                                                    |
| 12-11-2020                                                                         | Portimão                                                                           | Portogallo under 21                                                                | 3 – 0                                                                              | Bielorussia under 21                                                               | Qual. Europeo Under-21 2021                                                        | -                                                                                  | 74’                                                                                |
| 15-11-2020                                                                         | Parchal                                                                            | Portogallo under 21                                                                | 2 – 1                                                                              | Cipro under 21                                                                     | Qual. Europeo Under-21 2021                                                        | -                                                                                  |                                                                                    |
| 18-11-2020                                                                         | Portimão                                                                           | Portogallo under 21                                                                | 2 – 1                                                                              | Paesi Bassi under 21                                                               | Qual. Europeo Under-21 2021                                                        | -                                                                                  | 66’                                                                                |
| 25-3-2021                                                                          | Capodistria                                                                        | Portogallo under 21                                                                | 1 – 0                                                                              | Croazia under 21                                                                   | Europeo Under-21 2021 - 1º turno                                                   | -                                                                                  | 63’                                                                                |
| 28-3-2021                                                                          | Lubiana                                                                            | Portogallo under 21                                                                | 2 – 0                                                                              | Inghilterra under 21                                                               | Europeo Under-21 2021 - 1º turno                                                   | 1                                                                                  | 73’                                                                                |
| 31-5-2021                                                                          | Lubiana                                                                            | Portogallo under 21                                                                | 5 – 3 dts                                                                          | Italia under 21                                                                    | Europeo Under-21 2021 - Quarti di finale                                           | 2                                                                                  | 94’                                                                                |
| 3-6-2021                                                                           | Maribor                                                                            | Spagna under 21                                                                    | 0 – 1                                                                              | Portogallo under 21                                                                | Europeo Under-21 2021 - Semifinale                                                 | -                                                                                  | 65’                                                                                |
| 6-6-2021                                                                           | Lubiana                                                                            | Germania under 21                                                                  | 1 – 0                                                                              | Portogallo under 21                                                                | Europeo Under-21 2021 - Finale                                                     | -                                                                                  | 46’                                                                                |
| Totale                                                                             |                                                                                    | Presenze                                                                           | 16                                                                                 |                                                                                    | Reti                                                                               | 7                                                                                  |                                                                                    |

## Palmarès

### Club
- Serie C: 2

Virtus Entella: 2018-2019 (girone A)
Monza: 2019-2020 (girone A)

### Individuale
- Squadra del torneo degli Europei Under-21: 1

Ungheria-Slovenia 2021